# Franz de Paula von Colloredo-Waldsee

Franz von Colloredo-Waldsee (1837),
kolorierte Bleistiftzeichnung von Moritz Daffinger

Franz de Paula von Colloredo-Waldsee, auch -Wallsee (* 29. Oktober 1799 in Wien; † 26. Oktober 1859 in Zürich) war ein österreichischer Diplomat.

## Leben
Franz de Paula entstammte dem Adelsgeschlecht derer von Colloredo. Er war Sohn des 1806 verstorbenen Staats-, Konferenz- und kaiserlichen Kabinettsministers Franz de Paula Karl von Colloredo. Nach dem frühzeitigen Tod des Vaters sorgte Kaiser Franz I. für den damals noch 6-jährigen Jungen. Franz de Paula von Colloredo-Wallsee trat frühzeitig in die Armee, schlug aber 1820 eine diplomatische Laufbahn ein. 1830 war er Gesandter in Dresden. 1837 war er Gesandter in München. 1843 bis 1847 war er Gesandter in Sankt Petersburg.
Vom 12. März bis 14. Mai 1848 war er Bevollmächtigter der österreichischen Regierung bei der Frankfurter Nationalversammlung. Vom 19. Januar 1849 bis 5. November 1849 war er Botschafter am Hof von St. James. 1856 war er Gesandter in Rom. Vom 1. Mai 1852 bis 25. Januar 1856 war er ein weiteres Mal Botschafter am Hof von St. James in London.
Neben seinen diplomatischen Tätigkeiten vergrößerte er auch die Familienbesitzungen durch Ersteigerung der Herrschaft Ober-Wölbling 1825 und Ankauf der Kartause Aggsbach und damit einhergehend der Herrschaft Aggsbach 1846.

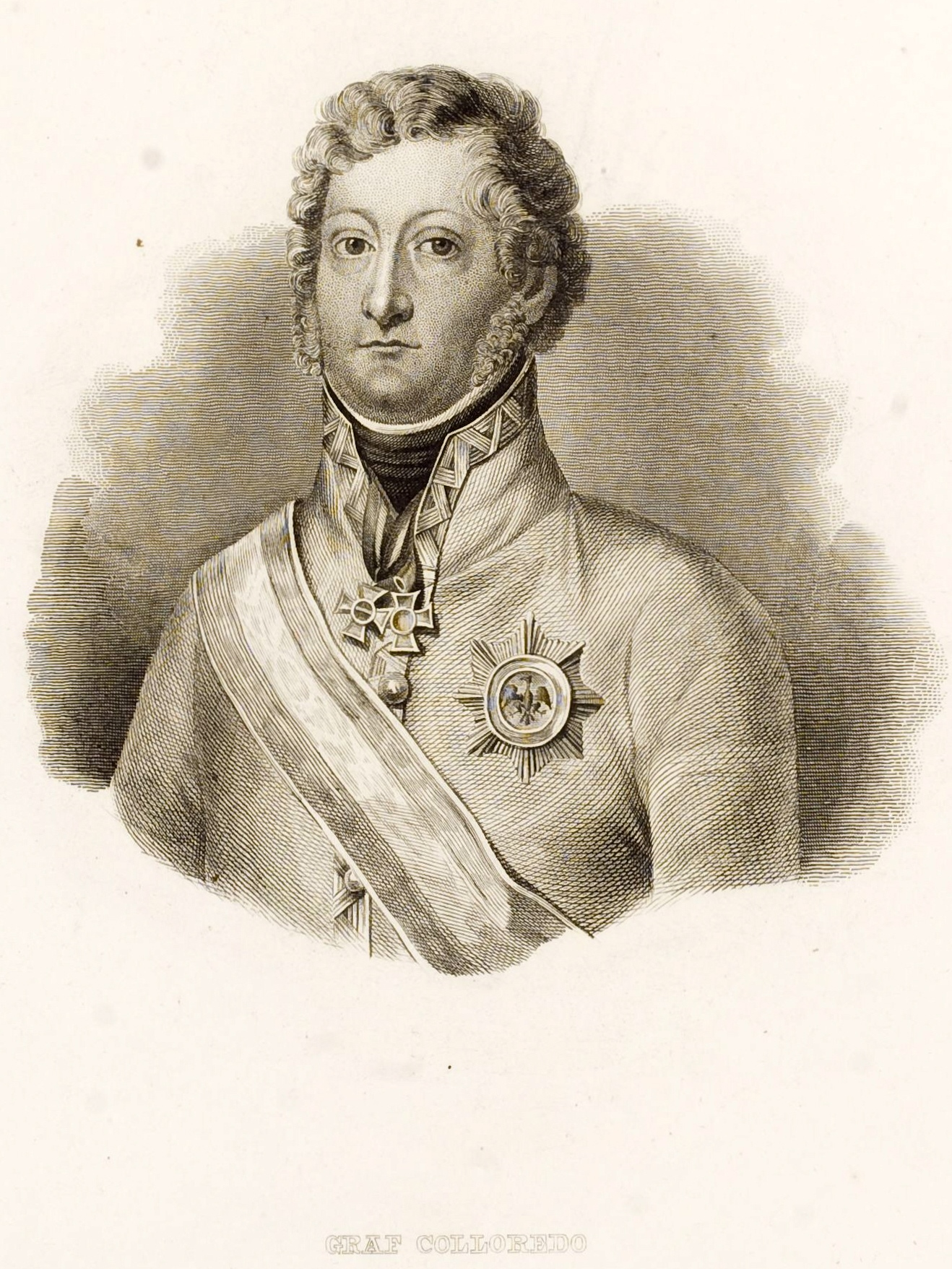
Franz de Paula Colloredo-Wallsee, 1841
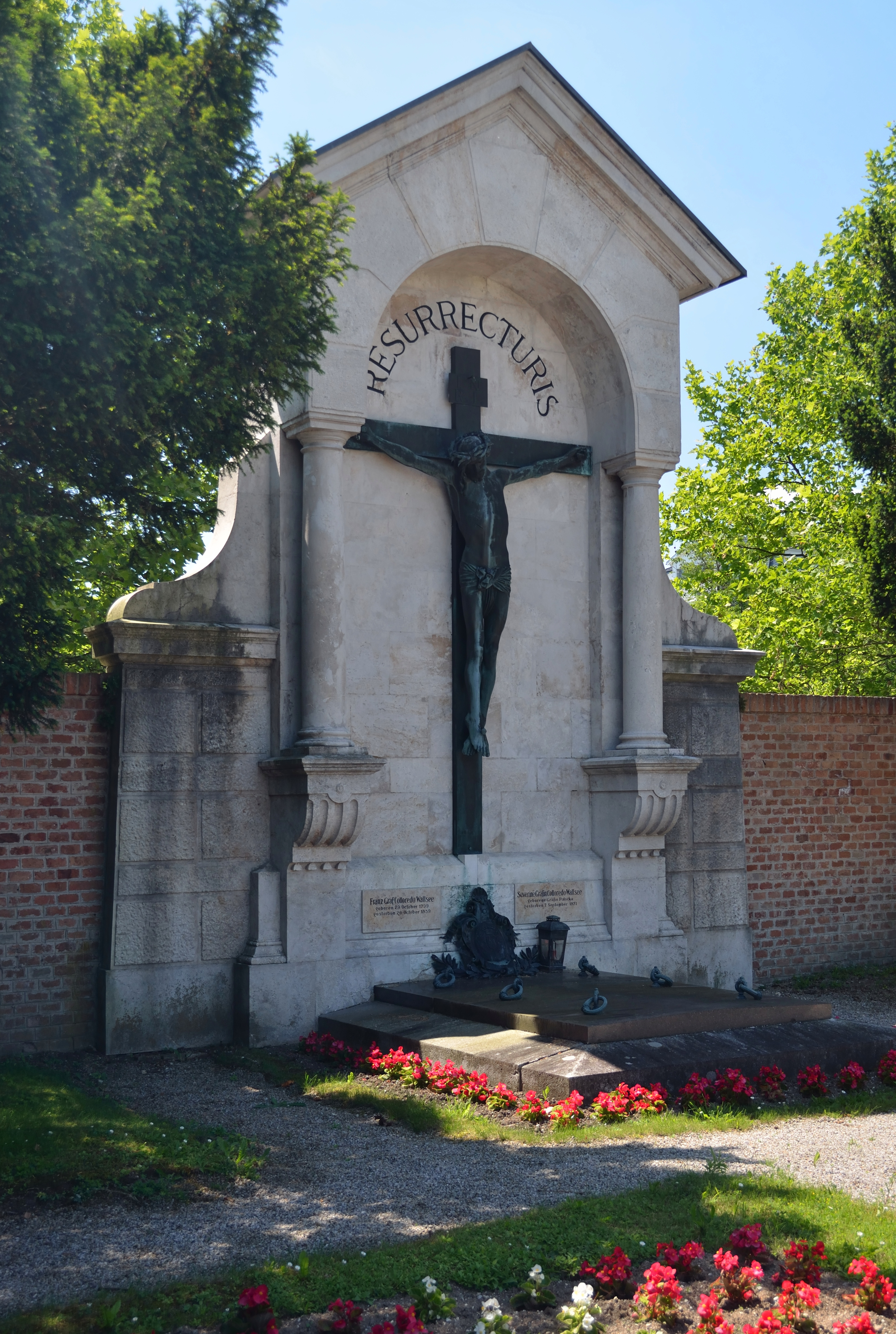
Grabdenkmal im Friedhof Inzersdorf ob der Traisen